# 11471 Toshihirabayashi
11471 Toshihirabayashi este o planetă minoră (asteroid), cu un diametru de 2,94 km, din centura de asteroizi. A fost descoperită pe 6 martie 1981 la Observatorul Siding Spring de Schelte J. Bus și a fost numită după Toshi Hirabayashi⁠(d). 
Obiectul prezintă o orbită caracterizată de o semiaxă mare de 2,5742701 UAi, o excentricitate de 0,14, o înclinație de 6,28536 ° în raport cu ecliptica.